# Фридрих Ердман фон Путбус
Фридрих Ердман фон Путбус (на немски: Friedrich Erdmann Freiherr von Putbus; * 1576; † 22 октомври 1622 във Вилденбрух, Померания, Бранденбург) е фрайхер от род Путбус на остров Рюген в Мекленбург-Предна Померания.
Той е големият син на Лудвиг I фон Путбус (1549 – 1594) и съпругата му Анна Мария фон Анна Мария фон Хонщайн (1558 – 1595), дъщеря на граф Ернст VI фон Хонщайн († 1562) и Катарина фон Шварцбург († 1568).
Брат му Ернст Лудвиг I фон Путбус (1580 – 1615) се жени 1603 г. за Валпургис фон Еверщайн-Масов († 1613), сестра на съпругата му Сабина Хедвиг. Сестра му Магдалена фон Путбус (1590 – 1665) се омъжва 1609 г. в Бургк за Хайнрих II Ройс-Хоф-Бургк, годподар на Унтерграйц и Бургк (1575 – 1639).
Фридрих Ердман фон Путбус е издигнат на фрайхер. През 1727 г. родът е издигнат на имперски граф, 1731 г. на шведски граф, 1807 г. на шведски князе и 1815 г. на пруски князе.
През 1854 г. родът изчезва по мъжка линия със смъртта на княз Вилхелм Малте I.

## Фамилия
Фридрих Ердман фон Путбус се жени 1600/1601 г. за Сабина Хедвиг фон Еверщайн (* 1579; † 9 септември 1631), сестра на Валпургис, съпругата на брат му, дъщеря на граф Стефан Хайнрих фон Еверщайн-Кваркенбург (1543 – 1613) и графиня Маргарета фон Диц (1544 – 1608). Те имат син и дъщеря:
- Филип Лудвиг фон Путбус (1602 – 1638)
- Анна Маргарета фон Путбус (* 1604; † 26/29 юни 1645 в Любен), омъжена на 4 декември 1623 г. в Зорау, Полша за граф Зигмунд Зайфрид фон Промниц (* 17 юли 1595; † 30 юни 1654), господар на Зорау, Трибел, Доберлуг и Плес